# شيرمان ويليامز (ملاكم)
شيرمان ويليامز (بالإنجليزية: Sherman Williams)‏ مواليد 1 سبتمبر 1972 في باهاماس، هو ملاكم محترف بهامي يصنف ضمن فئة الوزن الثقيل.

## المسيرة الاحترافية
من نزالاته:
- خسر أمام مانويل شار (2009/10/10).
- خسر أمام روسلان تشاجايف (2005/03/26).
- خسر أمام توروس سايكس (2002/10/20).
- انتصر على آل كول (2002/01/26).
- خسر أمام أوبيد سوليفان (2001/05/20).
- تعادل مع جميل مكلين (2000/06/29).

## إحصائيات
خاض خلال مسيرته 55 نزالا، فاز في 37 وتعادل في 2 وخسر في 15. فاز بالضربة القاضية في 20 نزالا.

## روابط خارجية
- شيرمان ويليامز على موقع بوكس ريك (الإنجليزية) (registration required)